# Blessthefall
I Blessthefall (stilizzato in blessthefall o BLESSTHEFALL) sono un gruppo metalcore statunitense formatosi a Phoenix, Arizona, nel 2002. La band è stata fondata nel 2004 dal chitarrista Mike Frisby, dal batterista Matt Traynor e dal bassista e cantante Jared Warth. Il loro album di debutto, His Last Walk, con il cantante originale Craig Mabbitt, è stato pubblicato il 10 aprile 2007. Il loro secondo album in studio, Witness, con l'attuale cantante Beau Bokan, è stato pubblicato il 6 ottobre 2009. Il loro terzo album in studio, Awakening, è stato pubblicato il 4 ottobre 2011. Il loro quarto album in studio, Hollow Bodies, è stato pubblicato il 20 agosto 2013. To Those Left Behind è il quinto album integrale della band, pubblicato il 18 settembre 2015. Il loro sesto l'album Hard Feelings, uscito il 23 marzo 2018. Dopo la partenza del batterista Matt Traynor, Warth divenne l'unico membro originale rimasto della band.

## Storia del gruppo

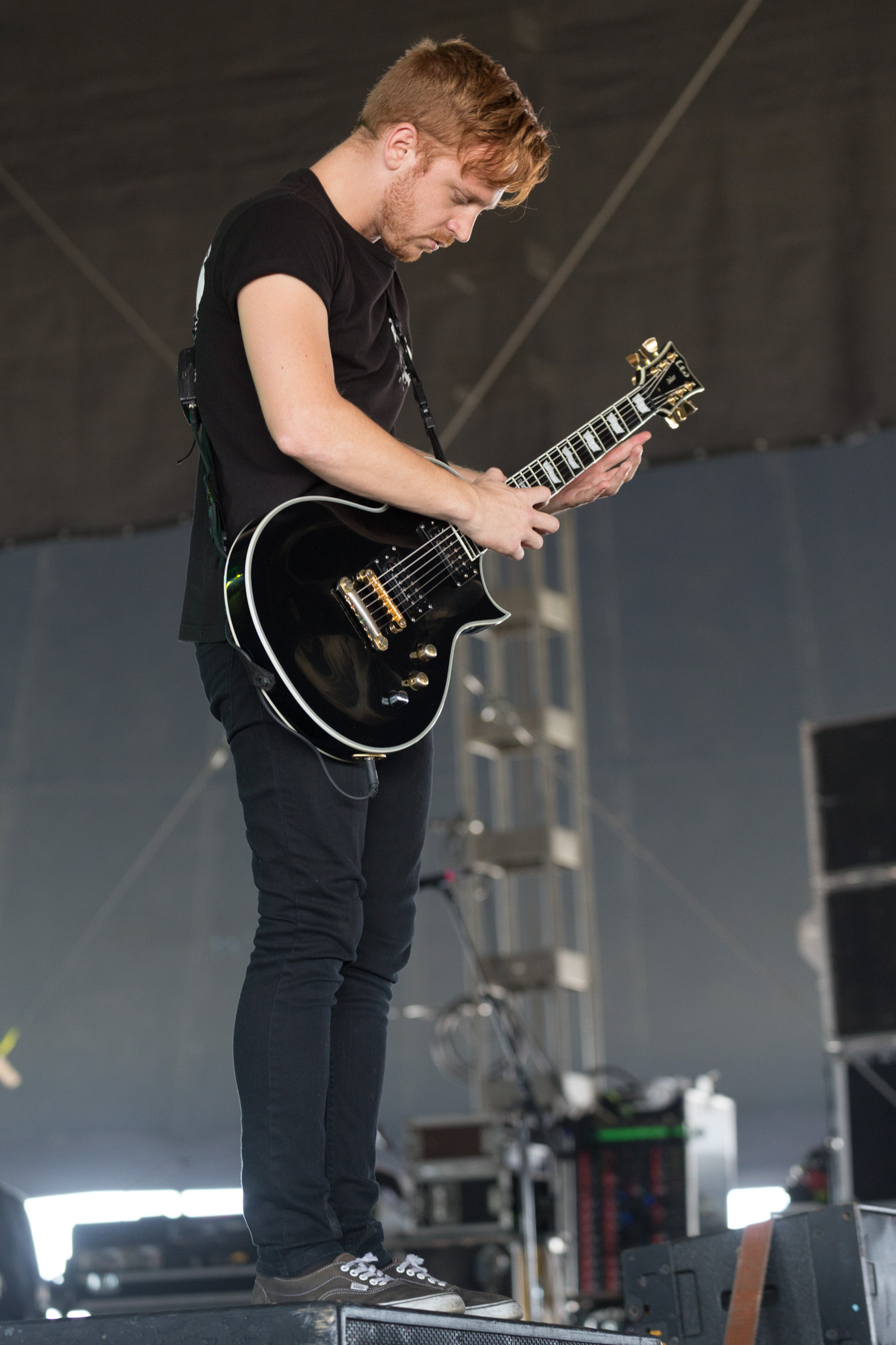
I Blessthefall nel 2015

La band si forma nel 2002 quando Matt Traynor (batteria) e Mike Frisby (chitarra), amici di liceo, iniziano a frequentare lezioni di musica insieme. La band inizia a formarsi nel 2004 con l'arrivo di Craig Mabbitt (voce) e Jared Warth (basso). Dopo la realizzazione di 3 demo, nell'estate del 2005 il chitarrista Eric Lambert si unisce al gruppo. Gli eccezionali progressi nelle esibizioni live catturano l'attenzione della Science Records che nel 2006 mette sotto contratto i Blessthefall. L'album di debutto "His Last Walk" esce nell'aprile del 2007 negli USA e a fine agosto in Europa. La band ha condiviso il palco con diversi gruppi famosi come Alesana e Norma Jean nei tour americani e canadesi, inoltre ha partecipato al Warped Tour del 2007.
Nel dicembre dello stesso anno i Blessthefall sono sbarcati in Europa come gruppo spalla dei Silverstein. Durante il tour Craig (voce) decide di lasciare il gruppo per "ragioni personali" (da quello che si deduce dal blog su Myspace). La band però decide di proseguire il tour. Jared (basso) prende il posto di Craig e nei live il basso viene suonato da Aiden Louis dei Dear Whoever. Nel 2008 la band partecipa al Taste of chaos in Nord America dividendo il palco con Bullet for My Valentine, Atreyu e l'attrazione principale, gli Avenged Sevenfold. Dopo mesi di ricerche per un nuovo cantante, il 25 settembre del 2008 i Blessthefall annunciano il nome del loro nuovo vocalist, Beau Bokan.

Nel maggio 2009, dopo il tour con i Silverstein, Norma Jean e Before Their Eyes, la band si diresse in studio per registrare il loro secondo album, Witness. Il 13 maggio la band ha firmato con la Fearless Records e ha lavorato all'album con il produttore Elvis Baskette. 

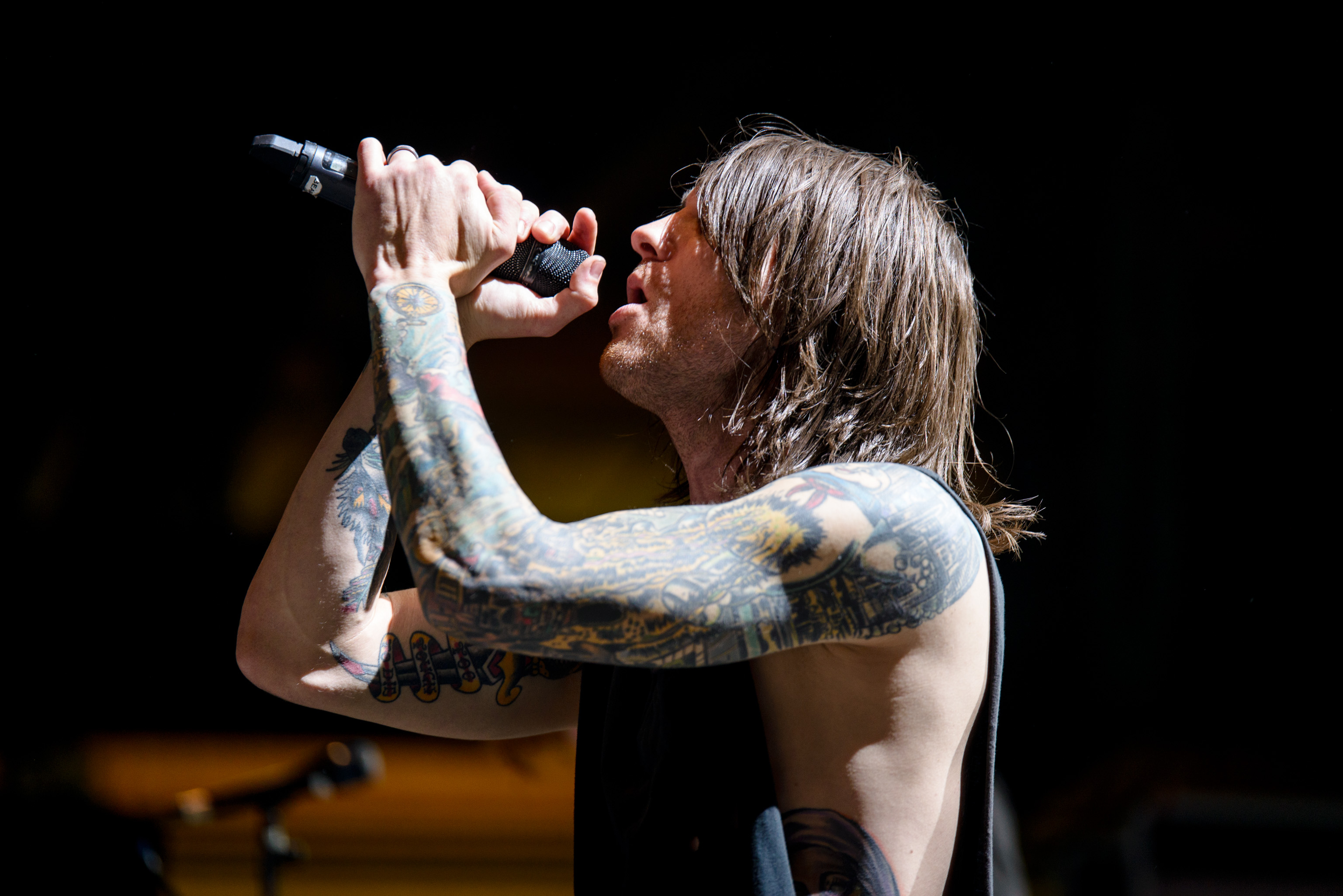
Il cantante Beau Bokan nel 2017

Il 3 giugno, la band ha annunciato tramite MySpace di aver ufficialmente finito la registrazione del nuovo album e che sarebbe stato pubblicato in autunno. Hanno anche fatto un tour di metà anno con gli August Burns Red e Enter Shikari. A luglio, i Blessthefall hanno pubblicato un brano musicale sulla loro pagina MySpace intitolato "God Wears Gucci", pubblicato su iTunes per il download l'11 agosto 2009. Nel settembre 2009, la band ha caricato un'altra traccia sulla loro pagina MySpace intitolata "What's Left of me". Witness è stato pubblicato il 6 ottobre 2009.
Nel giugno 2010, i Blessthefall sono andati in tournée in Nuova Zelanda a sostegno dei Saosin e in Australia a supporto di Story of the Year e Saosin.
Dopo l'uscita di Witness , la band ha co-diretto l'Atticus Fall Tour con Finch , Drop Dead, Gorgeous e Vanna dal 10 ottobre 2009 al 19 novembre. Altre band del tour includevano Of Mice & Men e Let's Get It.
Nell'ottobre 2009, la band ha annunciato su YouTube che stavano lavorando a un video musicale per "What's Left of Me", che è stato pubblicato il 14 dicembre 2009 su MySpace.
Nel 2009, la band è stata premiata per il "Best Hardcore Band Award" agli Arizona Ska Punk Awards 2009. Un anno dopo, la band è stata nuovamente premiata come "Best Hardcore Band Award" alla cerimonia di premiazione del 2010.
Nell'aprile del 2010, la band è stata inserita nella compilation Punk Goes Classic Rock, con "Dream On" degli Aerosmith.
La loro canzone "To Hell and Back", è stata pubblicata per la colonna sonora di Splinter Cell: Conviction. Il trailer del gioco è stato pubblicato il 9 aprile 2010.
Il 15 febbraio 2011, la band annunciò che Mike Frisby aveva lasciato la band per seguire un'altra strada lasciando il bassista e cantante Jared Warth e il batterista Matt Traynor i restanti due membri fondatori della band. Elliott Gruenberg, precedentemente nei Before Their Eyes, Legacy e Settle the Sky, sarebbe stato alla chitarra. Bokan ha confermato che i Blessthefall non suoneranno al Warped Tour 2011, ma piuttosto registrerebbero il loro terzo album integrale, iniziato a Orlando, in Florida, il 17 maggio 2011. La band aveva sperato di presentare cantanti ospiti tra cui Ronnie Radke degli Falling in Reverse (precedentemente degli Escape the Fate) e Tim Lambesis dei As I Lay Dying, ma in seguito fu confermato che non ci sarebbero state voci ospiti.

I Blessthefall si unirono a Emmure, Alesana, Motionless in White e ad altre band al All Stars Tour. La band ha guidato il tour dei Fearless Friends con The Word Alive, Motionless in White e Tonight Alive. Hanno pubblicato il video ufficiale di "Promised Ones" l'11 novembre 2011, che inizia con la canzone introduttiva dell'album intitolata Awakening. Secondo una video intervista con Lambert e Bokan, i Blessthefall avevano in programma di entrare in studio a febbraio per registrare un EP con Tim Lambesis dei As I Lay Dying. Più tardi Matt Traynor ha confermato che ciò non era vero. A causa delle restrizioni temporali, hanno dovuto rimandare la registrazione dell'EP fino a dopo il Warped Tour. Da allora i piani per questo EP sono stati scartati secondo il chitarrista Eric Lambert in un'intervista con Bryan Stars.

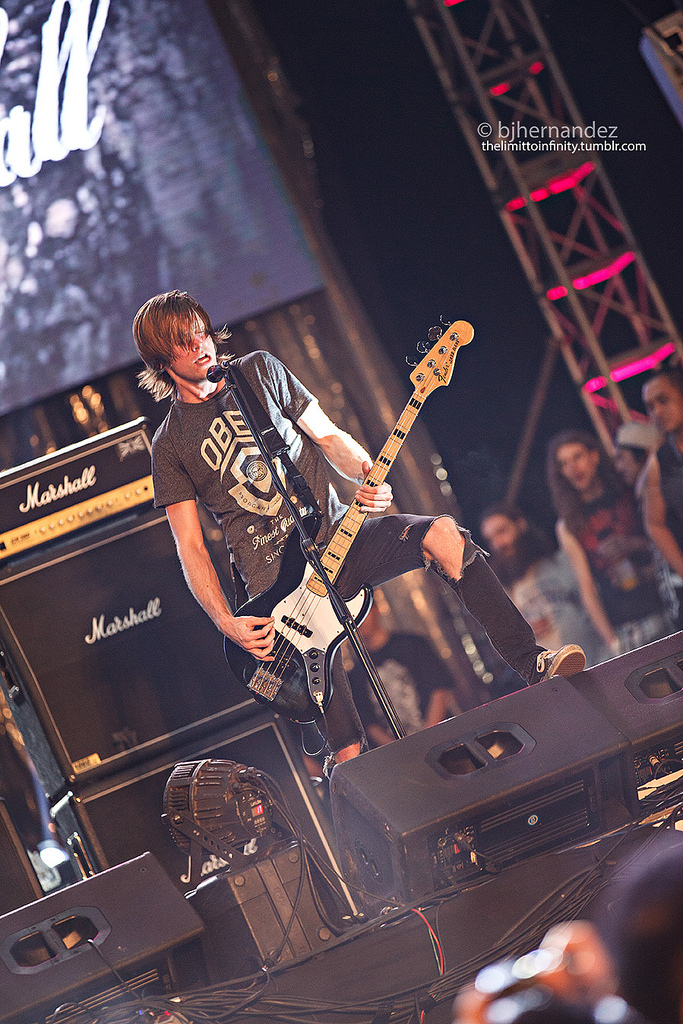
I Blessthefall nel 2014

Il 4 ottobre 2012, la band ha confermato che stavano producendo un quarto album. La registrazione di questo album è iniziata il 19 aprile 2013 e si è conclusa il 21 maggio 2013. Hollow Bodies è stato successivamente pubblicato il 20 agosto 2013, raggiungendo il numero 15 della Billboard 200 con 21 888 copie vendute nella sua prima settimana. L'intero album è stato effettivamente trasmesso in streaming attraverso il sito Web di Billboard una settimana prima dell'uscita effettiva. Joey Sturgis ha prodotto l'album.
Sono stati pubblicati tre singoli, tra cui "You Wear a Crown But You're No King", "Déjà Vu" e "See You on the Outside".
La band ha fatto un tour nel Warped Tour 2013, insieme a Motion City Soundtrack, Big D and the Kids Table e Echosmith.
Il 17 gennaio 2014, la band ha annunciato il suo prossimo tour in Nord America per promuovere Hollow Bodies.
Il 10 dicembre 2014, la band è stata annunciata come parte del Warped Tour 2015.
Il 1º maggio 2015, la band ha annunciato che stavano lavorando a un nuovo album. L'11 giugno 2015 hanno annunciato che sarebbe stato intitolato To Those Left Behind. È stato pubblicato il 18 settembre 2015. Il 14 luglio, la band ha pubblicato l'audio ufficiale per la canzone "Up in Flames". Il 4 agosto, la band ha annunciato la data di uscita del loro secondo singolo, "Walk on Water", che è stato pubblicato il 7 agosto insieme ai pre-ordini online.
Il 28 settembre 2016, la band ha annunciato di essere in tournée con i Crown the Empire e New Years Day. La band è stata annunciata il 22 marzo 2017 per suonare al Warped Tour 2017.
Il 26 gennaio 2018, hanno annunciato di aver firmato un nuovo contratto discografico con Rise Records. Il loro sesto album in studio, Hard Feelings, è stato pubblicato da Rise Records, il 23 marzo.
Il 17 agosto 2018, il batterista Matt Traynor ha annunciato che si allontanerà dalla band, citando la sua famiglia come motivo principale, dopo il loro tour Hard Feelings con The Word Alive.

## Formazione

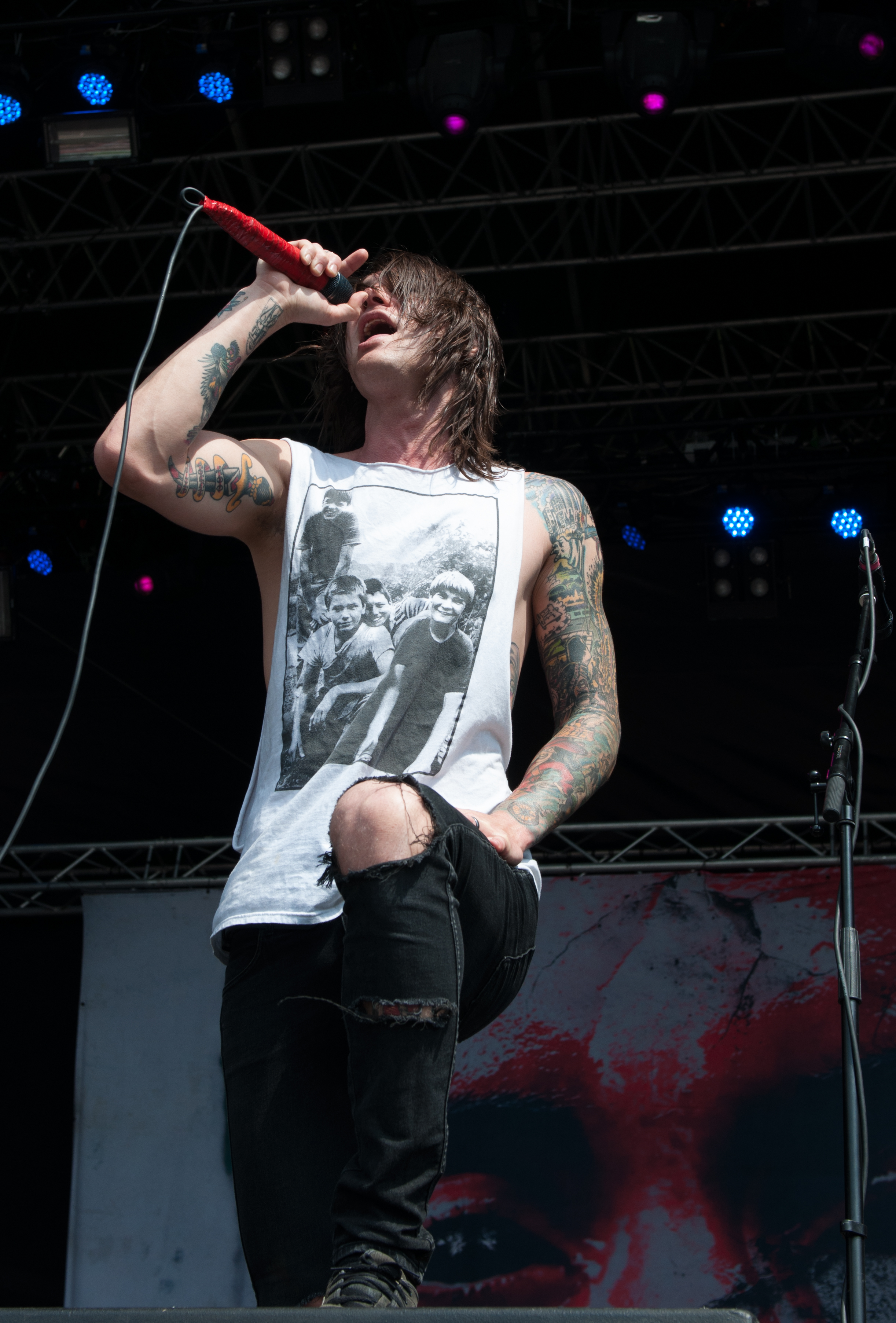
Beau Bokan, 2014
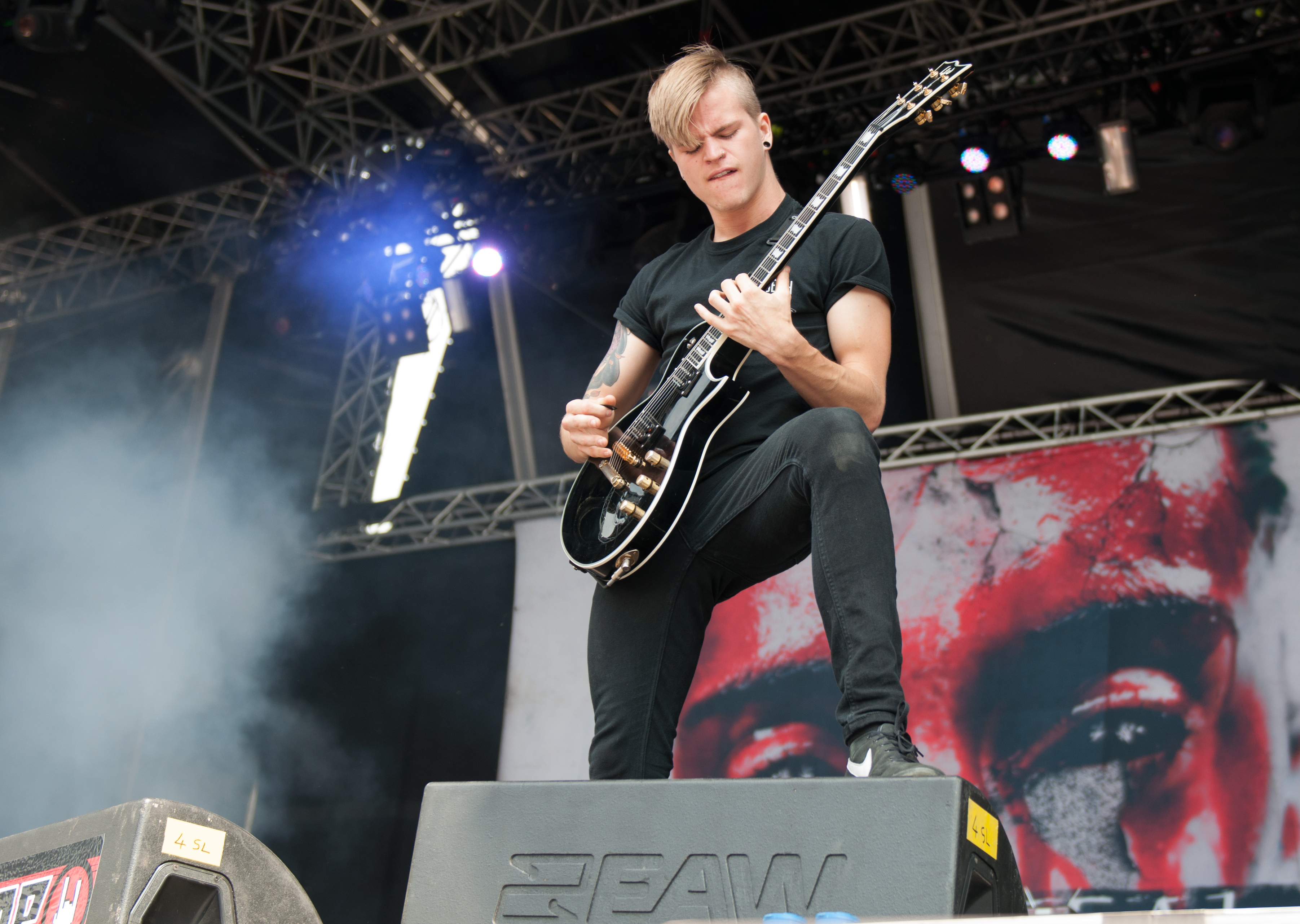
Elliott Gruenberg, 2014
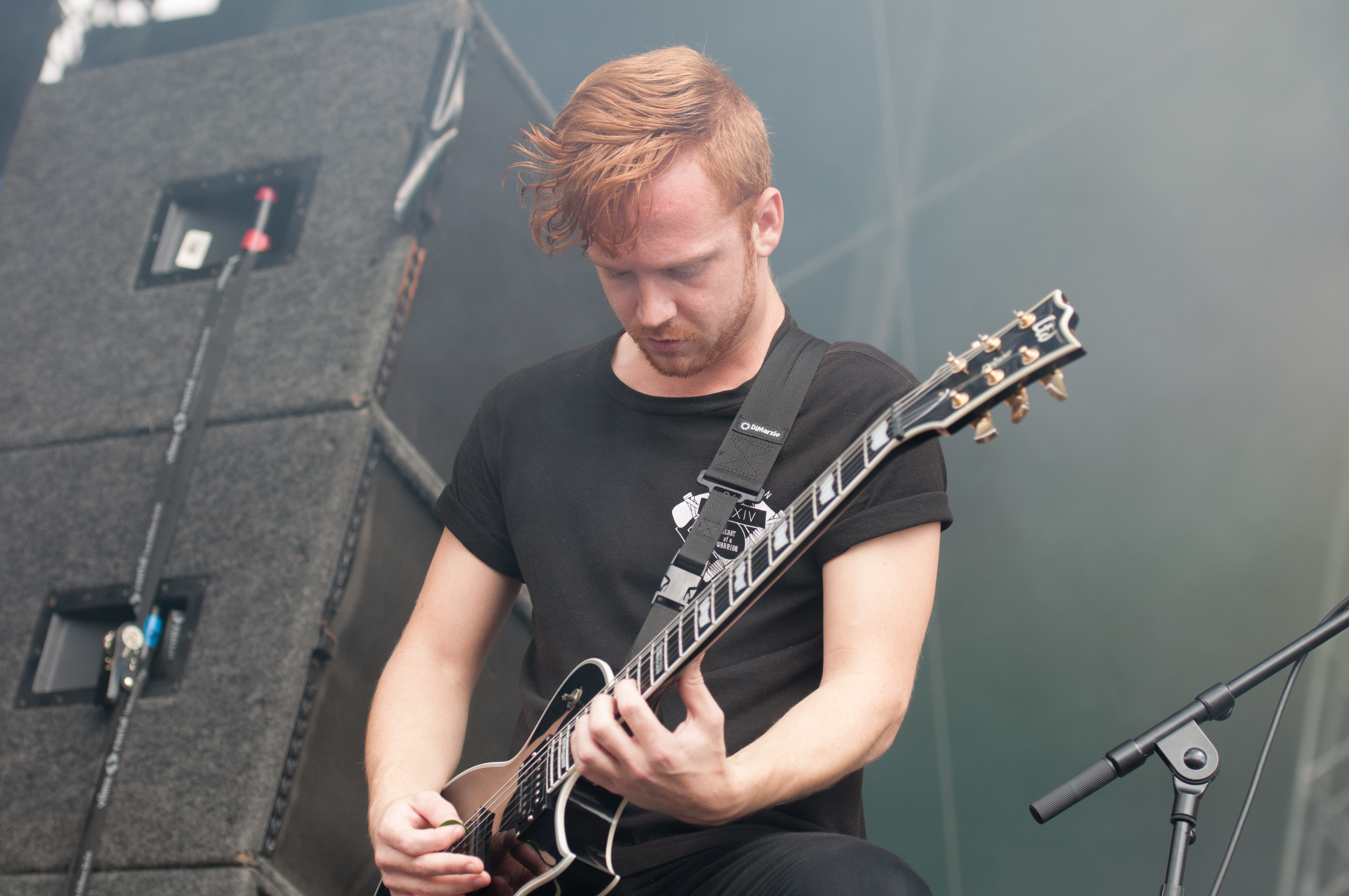
Eric Lambert, 2014
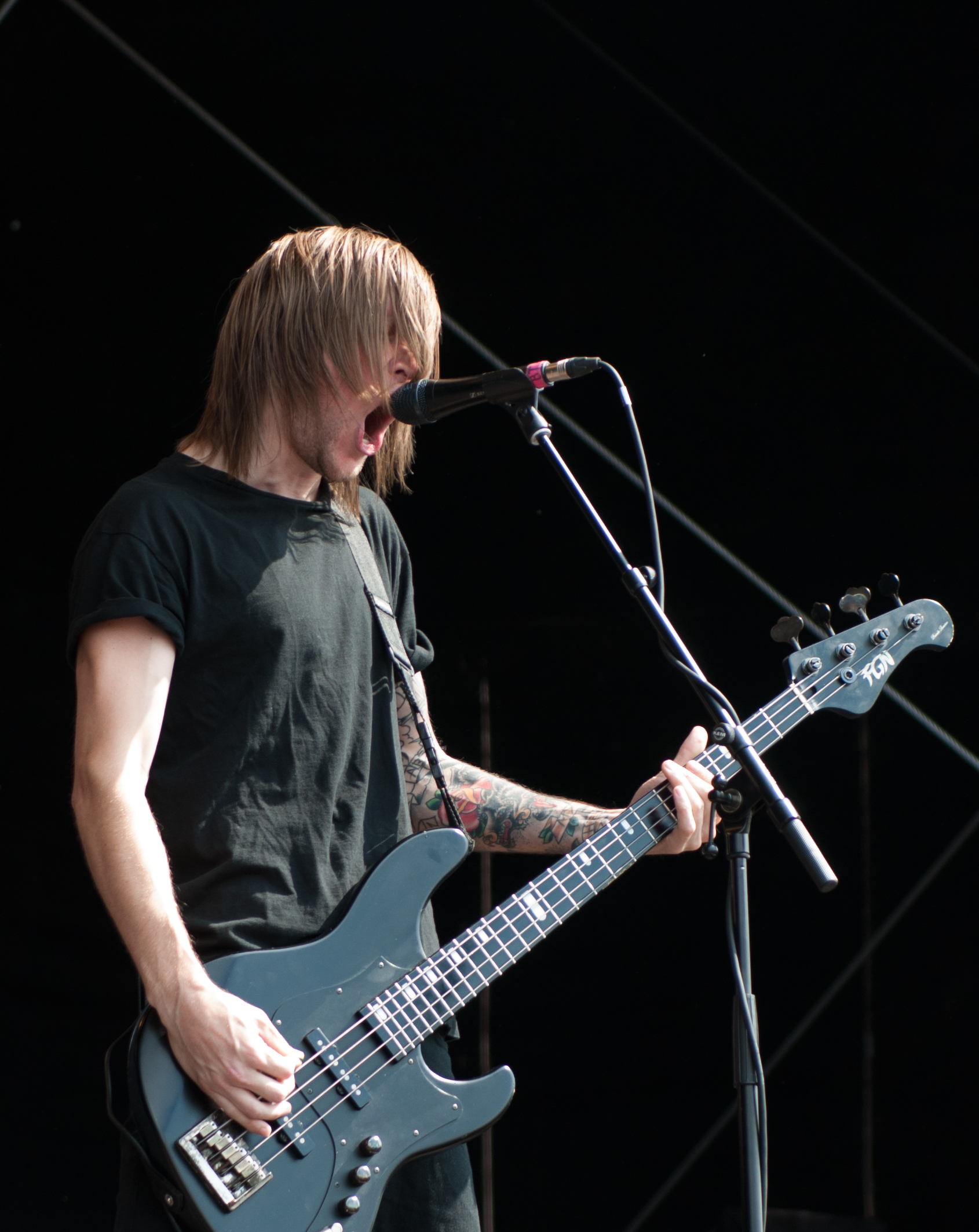
Jared Warth, 2014

Membri attuali
- Jared Warth – voce death e melodica (2004–presente), basso (in vivo: 2004–2007, 2008–presente, in studio: 2004–presente), tastiere (2005–2008)
- Eric Lambert – chitarra solista (2005–presente), cori (2008–presente), voce melodica e death (2007–2008)
- Beau Bokan – voce melodica e death, tastiere (2008–presente)
- Elliott Gruenberg – chitarra ritmica, cori (2011–presente)

Ex membri
- Andrew Barr – tastiere (2004–2005), voce melodica e death (2004)
- Miles Bergsma – chitarra solista (2004–2005)
- Craig Mabbitt – voce melodica e death (2004–2007)
- Aiden Louis – basso (2007–2008; turnista)
- Mike Frisby – chitarra ritmica (2004–2011)
- Matt Traynor – batteria, percussione (2004–2018)

## Discografia

### Album in studio
- 2007 – His Last Walk
- 2009 – Witness
- 2011 – Awakening
- 2013 – Hollow Bodies
- 2015 – To Those Left Behind
- 2018 – Hard Feelings

### EP
- 2005 – Black Rose Dying
- 2006 – Blessthefall

### Singoli
- 2007 – Black Rose Dying
- 2007 – Higinia
- 2007 – Higinia Spoof
- 2007 – Guys Like You Make Us Look Bad
- 2007 – A Message To The Unknown
- 2008 – Rise Up
- 2009 – To Hell And Back
- 2009 – We'll Sleep When You're Dead
- 2011 – Bottomfeder
- 2023 – Wake The Dead

### Video musicali
- 2007 – Black Rose Dying
- 2007 – Guys Like You Make Us Look Bad
- 2007 – Higinia
- 2007 – Higinia Spoof
- 2007 – Making of Guys Like You Make Us Look Bad
- 2008 – Rise Up
- 2009 – To Hell and Back
- 2009 – What's Left of Me
- 2009 – Hey Baby, Here's That Song You Wanted
- 2011 – Bottomfeeder (Studio Video)
- 2011 – Promised Ones
- 2023 – Wake The Dead

### Apparizioni in compilation
- 2007 – Warped Tour 2007 Tour Compilation
- 2010 – Punk Goes Classic Rock